# Coleophora albicans
Coleophora albicans — вид лускокрилих комах родини чохликових молей (Coleophoridae).

## Поширення
Вид поширений в Європі та Північній Азії від Великої Британії до Японії. Присутній у фауні України.

## Опис
Розмах крил становить 11-14 мм.

## Спосіб життя
Кормовими рослинами гусені є полин гіркий, полин-нехворощ та полин морський. Вони будують трубчастий шовковий чохлик завдовжки 6–7 мм. Личинки живляться листям і суцвіттям.